# 시날

기원전 2천년의 메소포타미아 도시들

시날(Shinar, /ˈʃaɪnɑːr/; 히브리어: שִׁנְעָר Šīnʿār; 고대 그리스어: Σενναάρ Sennaár[*])은 구약성경에서 사용되는 메소포타미아 남부 지역의 이름이다.

## 어원
히브리어 시날은 이집트어 Sngr 및 히타이트어 Šanḫar(a)에 해당하며, 모두 남부 메소포타미아를 지칭한다. 일부 아시리아학자들은 시날을 '수메르'의 서부 변형 또는 동족어로 보았다지만, 이는 "문헌학적 어려움에 부딪힌다". 또 다른 가설은 이 이름이 Šamharu라는 카시트인 부족에서 유래했으며, 이 이름이 나중에 바빌로니아 전반에 사용되었을 것이라고 주장한다.
세이스(1895)는 시날이 투트모세 3세(기원전 15세기)의 아시아 정복과 관련하여 언급된 상가라(Sangara/Sangar); 아마르나 문서(기원전 14세기)의 산하르(Sanhar/Sankhar); 그리스인의 싱가라; 그리고 상부 메소포타미아의 하부르강 근처 현대 신자르와 동족어라고 보았다. 이에 따라 그는 시날이 상부 메소포타미아에 있었다고 제안했지만, 성경이 시날이 남쪽에 있었다는 중요한 증거를 제공한다는 점을 인정했다.
올브라이트(1924)는 하나 왕국과 동일시할 것을 제안했다.

## 히브리어 성경
시날이라는 이름은 히브리어 성경에 8번 등장하며 바빌로니아를 지칭한다. 시날의 위치는 바벨/바빌론(북부 바빌로니아)과 에렉/우루크(남부 바빌로니아)를 모두 포함하는 것으로 묘사되어 분명하다. 창세기 10장 10절에는 니므롯 왕국의 시작이 "바벨[바빌론]과 에렉[우루크]과 아카드와 갈네가 시날 땅에 있었더라"고 기록되어 있다. 11장 2절은 시날이 대홍수 이후 바벨탑이 세워진 평야를 둘러싸고 있었다고 명시한다.
창세기 14장 1절, 9절에서 아므라벨 왕은 시날을 다스린다. 또한 여호수아기 7장 21절, 이사야서 11장 11절, 다니엘서 1장 2절, 스가랴 5장 11절에서 바빌로니아의 일반적인 동의어로 언급된다.

## 희년서
희년서 9장 3절은 시날(또는 에티오피아어 본문에서는 사드나 세나오르)을 셈의 아들 아술에게 할당한다. 희년서 10장 20절은 바벨탑이 시날의 바다에서 채취한 블랙탑으로 지어졌다고 말한다.

## 대중문화
이 지역의 그리스어 이름은 바벨탑 설화의 모티프를 차용한 비디오 게임 Chants of Sennaar의 제목에 사용되었다.